# Jean-François Lyotard
Jean-François Lyotard (10. srpna 1924 Versailles – 21. dubna 1998 Paříž) byl francouzský představitel postmoderní filozofie.

## Biografie
V letech 1950–1952 působil jako profesor filozofie v Alžírsku, poté vyučoval na francouzských lyceích. V roce 1971 obdržel doktorát z filozofie. Svůj čas dělil mezi univerzitní výuku na Sorboně a v Nanterre a působení v Národním centru pro vědecký výzkum (Centre national de la recherche scientifique, CNRS).
Stal se rovněž členem Mezinárodního filozofického kolegia (Collège International de Philosophie) v Paříži, profesorem na Kalifornské univerzitě v Irvine a hostujícím profesorem na Yalově univerzitě a dalších univerzitách ve Spojených státech amerických, Kanadě, Evropě a Jižní Americe. Naposledy působil jako emeritní profesor Univerzity Paříž VIII a profesor na Emoryho univerzitě v americké Atlantě.
Je pochován na hřbitově Père-Lachaise v Paříži.

### Postmoderní filosofie
Lyotard operuje s pojmem postmoderní situace (viz jeho slavné dílo La condition postmoderne). Postmodernitu odlišuje od modernity, kdy bylo vědění legitimizováno prostřednictvím velkých metavyprávění, metadiskurzů či metanarativních schémat (např. velkých teorií historického pokroku v 19. století), avšak tyto diskurzy se již vyčerpaly a v důsledku toho ztratily svou autoritu. V postmodernismu se tato velká metavyprávění v Lyotardově pojetí rozpadají na řadu dílčích jazykových her, na nichž je možno se shodnout pouze lokálně (koncept jazykových her představil již Ludwig Wittgenstein, Lyotard jej však reinterpretuje). Je potřeba zachovávat čistotu jednotlivých jazykových her, aby nedocházelo k jejich vzájemné záměně. Každá hra má svá specifická pravidla, která mohou být analyzována podle způsobů, jakými lze mezi sebou propojovat jednotlivá tvrzení. Jazykové hry jsou tedy heterogenní a nesouměřitelné. Lidská svoboda přitom spočívá ve schopnosti hrát tyto hry stále novými způsoby, jejich konec je tedy otevřený.
Jinými slovy můžeme říci, že podle Lyotarda je nutno opustit hledání univerzálního konsensu, neboť sám tento konsensus není ničím jiným než stadiem (nikoliv cílem) diskuse, a přijmout pluralitu. Za nejdůležitější úkoly postmoderní filozofie ostatně Lyotard pokládá potřebu legitimovat právě rozchod s posedlostí jednotou, objasnění struktury reálné plurality a vysvětlení interních problémů radikální plurality.

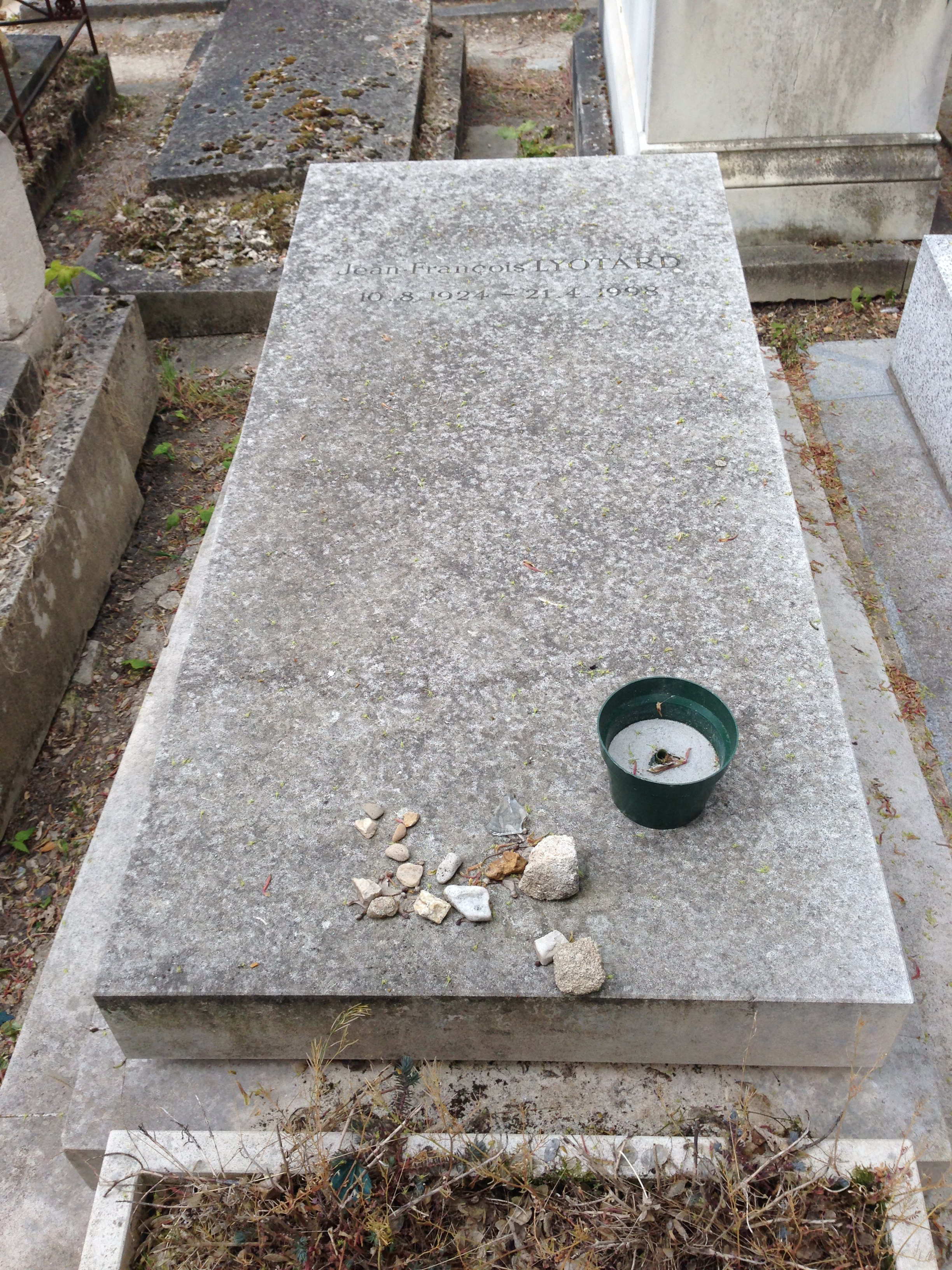
Hrob Jeana-Françoise Lyotarda v Paříži

Dalším důležitým pojmem jsou různice či rozepře (les différends). Zvyšovat vnímavost vůči nim je podle Lyotarda v postmoderní situaci naším úkolem.
Lyotard hledá podobu, jakou na sebe může v postmoderní situaci brát etika, resp. dobro či spravedlnost. Budou se muset zakládat na vnímavosti k rozmanitému v jeho vzájemné nesouměřitelnosti, případně na vnímavosti vůči universálním Idejím, které nejsou nijak zpřítomnitelné (Ideje universálního jazyka, universálních lidských dějin, universálního společenství). Zde navazuje na Kanta, v návaznosti na něj mluví i o "vznešenu" jako citu doprovázejícím vědomí neprezentovatelnosti Idejí a jiných neprezentovatelných záležitostí, které jsme nicméně prezentovat vyzývání (také např. okamžik, čas). O prezentaci neprezentovatelného, resp. jeho neprezentovatelnosti usiluje umění, které Lyotard označuje jako "avantgardní".

## Vybraná díla
- Fenomenologie (1954)
- Diskurs, figura (1971)
- Libidinální ekonomie (1974)
- Pohanské návody (1977)
- Pohanské základy (1977)
- Postmoderní situace (1979)
- Rozepře (1984)
- Postmoderno vysvětlované dětem (1986)
- Entusiasmus. Kantovská kritika historie (1986)
- Nelidské. Úvahy o čase (1988)
- Heidegger a Židé (1988)
- Přednášky o Analytice vznešena – Kantova Kritika soudnosti, §§ 23–29 (1991)